# Kampung Lalang (Ujung Padang)
Kampung Lalang is een bestuurslaag in het regentschap Simalungun van de provincie Noord-Sumatra, Indonesië. Kampung Lalang telt 2114 inwoners (volkstelling 2010).